# Euophistes variegatus
Euophistes variegatus är en insektsart som beskrevs av Sjöstedt 1920. Euophistes variegatus ingår i släktet Euophistes och familjen gräshoppor. Inga underarter finns listade i Catalogue of Life.